# Bienville
Pour les articles homonymes, voir Bienville (homonymie).
Bienville est une commune française située dans le département de l'Oise, en région Hauts-de-France.

## Géographie

### Description

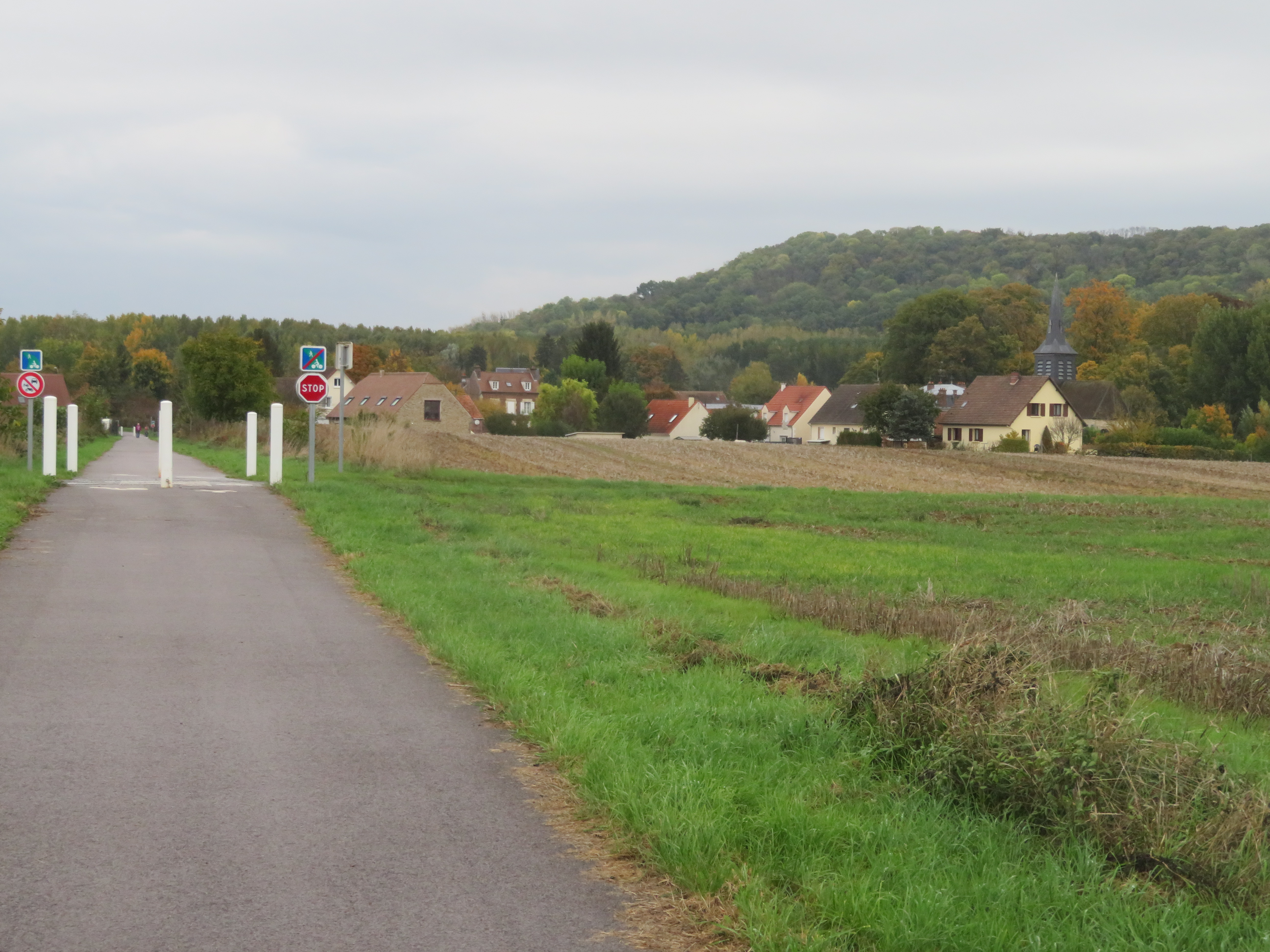
Le village vu de la voie verte.

Bienville est une commune de l'Oise, située à environ 5 km de Compiègne, de son château et de sa forêt, ainsi qu'à peine à 10 minutes à pied de la commune de Clairoix.
La commune est en lisière de la forêt du Mont Ganelon.
Elle fait partie de l'aire d'attraction de Compiègne, ainsi que de la zone d'emploi et du bassin de vie de cette ville
Au milieu du XIXe siècle, Louis Graves indiquait « le territoire, de médiocre étendue. figure un parallélogramme assez régulier, dont la principale dimension est dirigée du Nord-est au Sud-ouest. Il s'élève d'un côté jusqu'au plateau du Ganelon, s'étend de l'autre dans la plaine dite de Margny. La vallée d'Aronde le divise du nord-ouest au sud-est en deux sections inégales, dont la plus considérable est à droite de la rivière. Presque tout le pays est découvert».

### Communes limitrophes
Les communes limitrophes sont  Clairoix, Coudun et Margny-lès-Compiègne.
| Coudun               | Coudun    | Coudun   |
|                      | Bienville |          |
| Margny-lès-Compiègne |           | Clairoix |

### Géologie et relief
La superficie de la commune est de 3,51 km2 ; son altitude varie de 37  à   139 mètres.

### Hydrographie

#### Réseau hydrographique
La commune est située dans le bassin Seine-Normandie. Elle est drainée par l'Aronde,.
L'Aronde, d'une longueur de 26 km, prend sa source dans la commune de Montiers et se jette  dans l'Oise (rive gauche) à Clairoix, après avoir traversé 13 communes. Les caractéristiques hydrologiques de l'Aronde sont données par la station hydrologique située sur la commune de Clairoix. Le débit moyen mensuel est de 1,17 m3/s. Le débit moyen journalier maximum est de 4,73 m3/s, atteint lors de la crue du 3 février 1995. Le débit instantané maximal est quant à lui de 4,75 m3/s, atteint le même jour.
De nombreux moulins y ont puisés leur énergie dans le passé, notamment le Moulin de Bienville, l'un des derniers en activité sur la rivière.
Une peupleraie plantée sur des terrains communaux est transformée en marais par le Syndicat mixte Oise-Aronde en 2023, avec des aménagements padagogiques, permettant également de créer une zone d'expension des crues

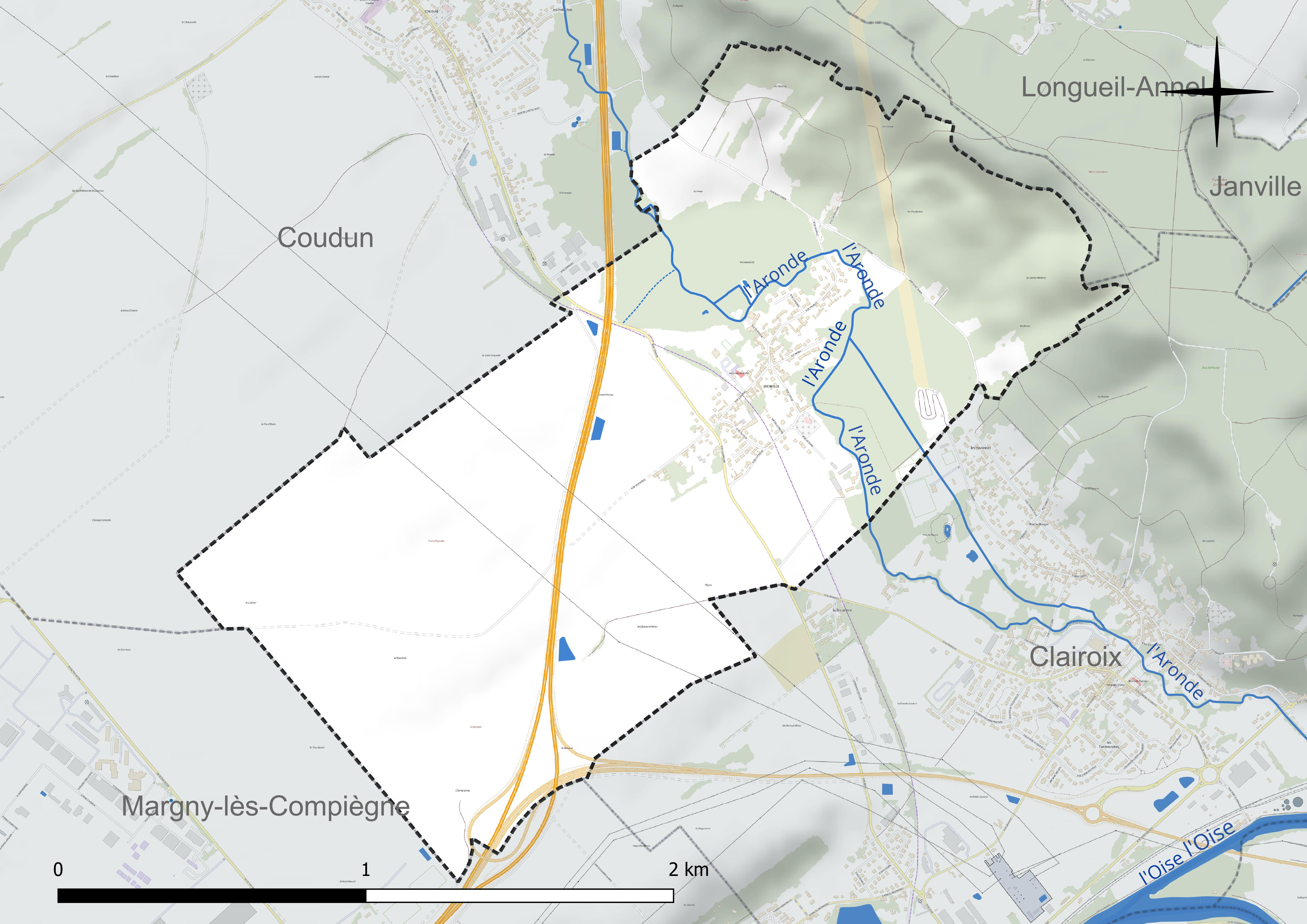
Réseau hydrographique de Bienville.

#### Gestion et qualité des eaux
Le territoire communal est couvert par le schéma d'aménagement et de gestion des eaux (SAGE) « Sensée ». Ce document de planification concerne un territoire de 789 km2 de superficie, délimité par trois bassins versants en totalité ou en partie (Aisne, Oise et Aronde). Le périmètre a été arrêté le 16 octobre 2001 et le SAGE proprement dit a été approuvé le 8 juin 2009, puis révisé le 27 novembre 2019. La structure porteuse de l'élaboration et de la mise en œuvre est le syndicat mixte Oise-Aronde.
La qualité des cours d'eau peut être consultée sur un site dédié géré par les agences de l'eau et l'Agence française pour la biodiversité.

### Climat
Pour des articles plus généraux, voir Climat des Hauts-de-France et Climat de l'Oise.
En 2010, le climat de la commune est de type climat océanique dégradé des plaines du Centre et du Nord, selon une étude du CNRS s'appuyant sur une série de données couvrant la période 1971-2000. En 2020, Météo-France publie une typologie des climats de la France métropolitaine dans laquelle la commune est dans une zone de transition entre le climat océanique et le climat océanique altéré et est dans la région climatique Nord-est du bassin Parisien, caractérisée par un ensoleillement médiocre, une pluviométrie moyenne régulièrement répartie au cours de l'année et un hiver froid (3 °C).
Pour la période 1971-2000, la température annuelle moyenne est de 10,7 °C, avec une amplitude thermique annuelle de 15,1 °C. Le cumul annuel moyen de précipitations est de 679 mm, avec 10,8 jours de précipitations en janvier et 8,5 jours en juillet. Pour la période 1991-2020, la température moyenne annuelle observée sur la station météorologique la plus proche, située sur la commune de Margny-lès-Compiègne à 3 km à vol d'oiseau, est de 11,2 °C et le cumul annuel moyen de précipitations est de 633,5 mm,. Pour l'avenir, les paramètres climatiques de la commune estimés pour 2050 selon différents scénarios d'émission de gaz à effet de serre sont consultables sur un site dédié publié par Météo-France en novembre 2022.
| Mois                                  | jan.          | fév.           | mars           | avril         | mai             | juin          | jui.          | août           | sep.          | oct.          | nov.             | déc.             | année     |
| ------------------------------------- | ------------- | -------------- | -------------- | ------------- | --------------- | ------------- | ------------- | -------------- | ------------- | ------------- | ---------------- | ---------------- | --------- |
| Température minimale moyenne (°C)     | 1,5           | 1,8            | 3,4            | 5,4           | 8,8             | 11,5          | 13,3          | 13,3           | 10,5          | 8,2           | 4,7              | 2,2              | 7         |
| Température moyenne (°C)              | 3,9           | 4,8            | 7,5            | 10,5          | 13,8            | 16,9          | 19            | 18,9           | 15,6          | 12            | 7,5              | 4,5              | 11,2      |
| Température maximale moyenne (°C)     | 6,4           | 7,9            | 11,6           | 15,5          | 18,8            | 22,2          | 24,7          | 24,6           | 20,7          | 15,9          | 10,3             | 6,9              | 15,5      |
| Record de froid (°C) date du record   | −15 07.01.09  | −10,3 07.02.12 | −10,4 13.03.13 | −4,8 07.04.21 | −0,6 07.05.1997 | 3,1 01.06.06  | 4,9 03.07.11  | 4,9 28.08.1998 | 0,5 30.09.18  | −4,6 28.10.03 | −10,4 24.11.1998 | −11,3 29.12.1996 | −15 2009  |
| Record de chaleur (°C) date du record | 14,8 09.01.15 | 19 27.02.19    | 25,1 31.03.21  | 27,5 19.04.18 | 30,6 27.05.05   | 35,5 18.06.22 | 41,5 25.07.19 | 39,2 12.08.03  | 34,8 15.09.20 | 28,2 01.10.11 | 20,2 06.11.18    | 16,4 07.12.00    | 41,5 2019 |
| Précipitations (mm)                   | 50,9          | 44,9           | 42,7           | 42,1          | 57,7            | 54,4          | 56,6          | 62,9           | 43,9          | 60,2          | 52,6             | 64,6             | 633,5     |

## Urbanisme

### Typologie
Au 1er janvier 2024, Bienville est catégorisée commune rurale à habitat dispersé, selon la nouvelle grille communale de densité à sept niveaux définie par l'Insee en 2022.
Elle appartient à l'unité urbaine de Compiègne, une agglomération intra-départementale regroupant quatorze  communes, dont elle est une commune de la banlieue,,. Par ailleurs la commune fait partie de l'aire d'attraction de Compiègne, dont elle est une commune de la couronne,. Cette aire, qui regroupe 101 communes, est catégorisée dans les aires de 50 000 à moins de 200 000 habitants,.

### Occupation des sols

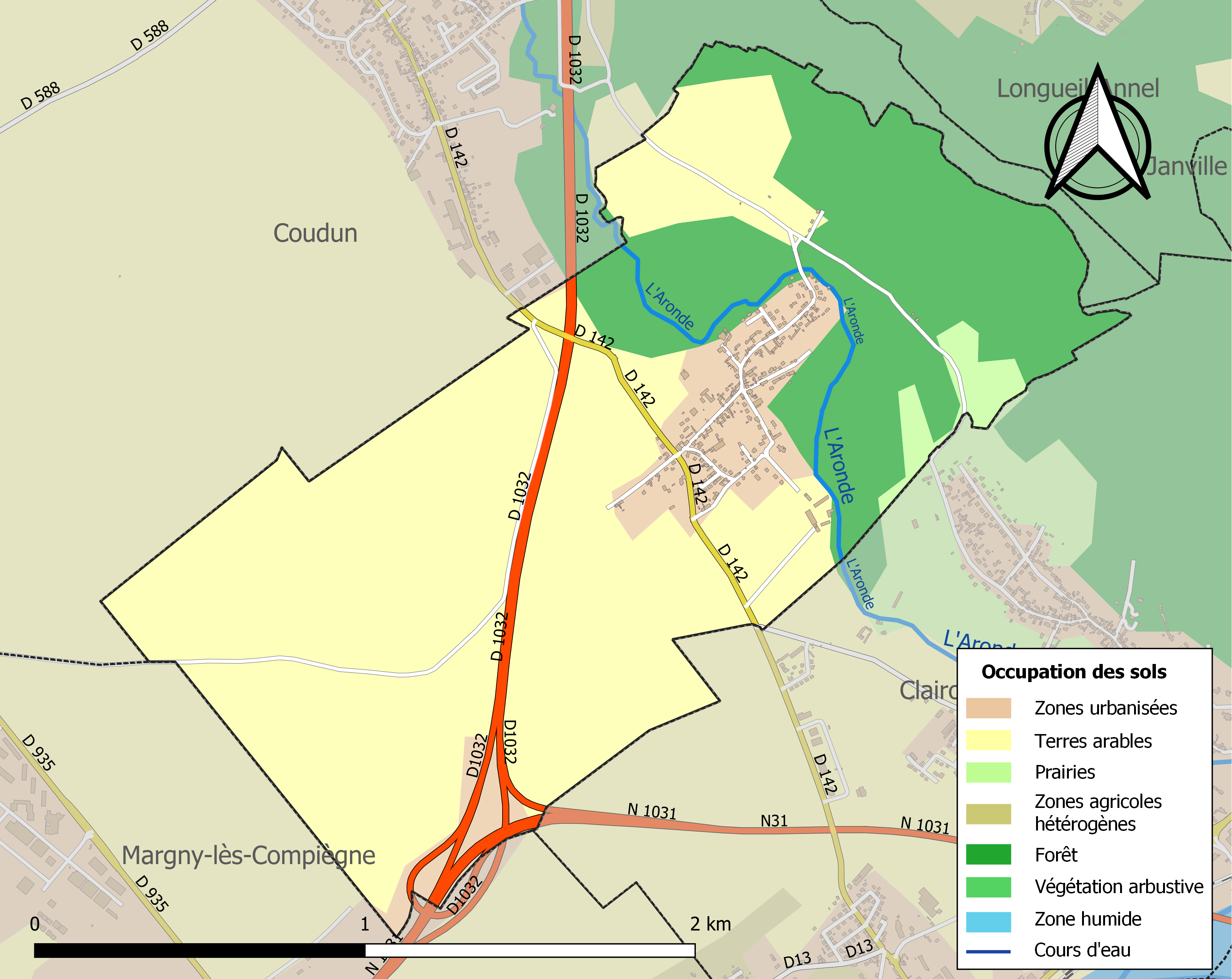
Carte des infrastructures et de l'occupation des sols de la commune en 2018 (CLC).

L'occupation des sols de la commune, telle qu'elle ressort de la base de données européenne d'occupation biophysique des sols Corine Land Cover (CLC), est marquée par l'importance des territoires agricoles (63,3 % en 2018), en diminution par rapport à 1990 (65,6 %). La répartition détaillée en 2018 est la suivante : 
terres arables (60,9 %), forêts (27,1 %), zones urbanisées (7,2 %), espaces verts artificialisés, non agricoles (2,4 %), prairies (2,4 %). L'évolution de l'occupation des sols de la commune et de ses infrastructures peut être observée sur les différentes représentations cartographiques du territoire : la carte de Cassini (XVIIIe siècle), la carte d'état-major (1820-1866) et les cartes ou photos aériennes de l'IGN pour la période actuelle (1950 à aujourd'hui).

### Habitat et logement
En 2020, le nombre total de logements dans la commune était de 182, alors qu'il était de 175 en 2015 et de 170 en 2010.
Parmi ces logements, 93,4 % étaient des résidences principales, 0,5 % des résidences secondaires et 6 % des logements vacants. Ces logements étaient pour 95,6 % d'entre eux des maisons individuelles et pour 4,4 % des appartements.
Le tableau ci-dessous présente la typologie des logements à Bienville en 2020 en comparaison avec celle de l'Oise et de la France entière. Une caractéristique marquante du parc de logements est ainsi la faible proportion des résidences secondaires et logements occasionnels (0,5 %) par rapport au département (2,4 %) et à la France entière (9,7 %). 
| Typologie                                               | Bienville | Oise | France entière |
| ------------------------------------------------------- | --------- | ---- | -------------- |
| Résidences principales (en %)                           | 93,4      | 90,5 | 82,1           |
| Résidences secondaires et logements occasionnels (en %) | 0,5       | 2,4  | 9,7            |
| Logements vacants (en %)                                | 6         | 7,1  | 8,2            |

### Voies de communication et transports
L'échangeur entre la déviation de la route nationale 31 (RN 1031) et l'ancienne route nationale 32 (RD 1032) se trouve en limite sud du territoire communal.
La ligne 109 Janville – Clairoix – Bienville – Margny-lès-Compiègne – Venette – Compiègne du réseau TIC dessert la commune, ainsi que le service de transport à la demande no 19 (Janville – Bienville – Clairoix – Compiègne). Les lignes 654 et 655 du réseau interurbain de l'Oise desservent également la commune en 2023.

## Toponymie
Le nom de la localité est attesté sous les formes Bladoldi villa super fluvium Aronnoe (861) ; decimam de Buienville (1157) ; Odonis de Buenvilla (1159) ; Buienvilla (1168) ; de Bienvilla (1219) ; Buienvile (1231) ; Colars de Bienviler (1261) ; de Bienvilla (1345) ; Buonvilla (XVe) ; Bieville (1510-1530) ; Bierville (1510-1530) ; Bienville (1667).

## Histoire
En 1850, on indique que Bienville était propriétaire d'une maison d'école donnée par le roi Louis XIII et un marais de quatorze hectares. Elle accueillait alors un moulin à eau; et la population vivait essentiellement de l'agriculture.
En 1881 est mise en service la ligne de Compiègne à Roye-Faubourg-Saint-Gilles, exploitée par la compagnie des chemins de fer du Nord, et la gare de Bienville facilite les déplacements ainsi que le transport des marchandises, jusqu'à la fermeture au service voyageur en 1939. Une voie verte a été aménagée sur son emprise en 2021 de Clairoix (croisement avec la RD 932) à l'entrée de Coudun par Bienville.

Bienville au tout début du XXe siècle
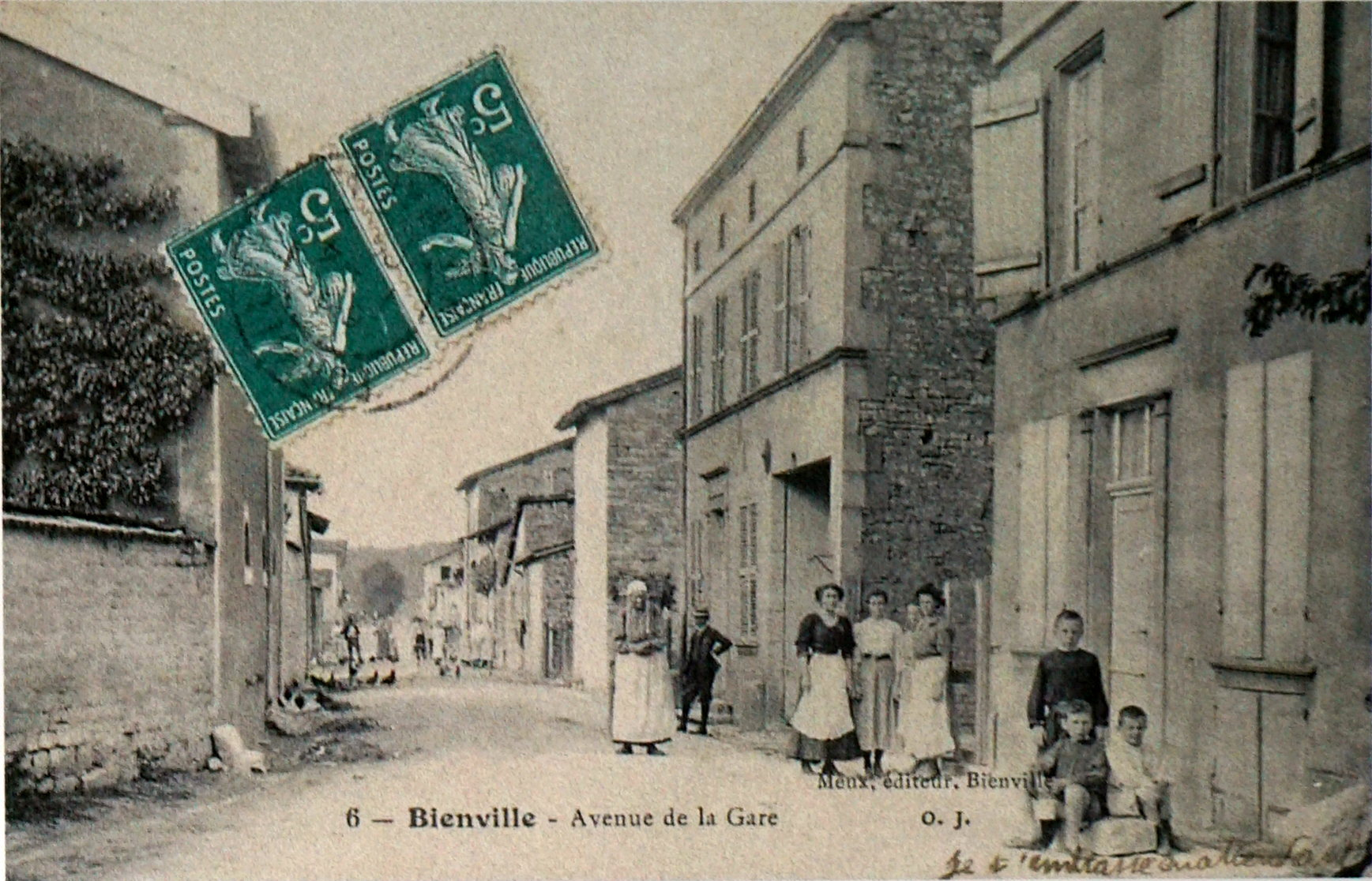
L'avenue de la Gare
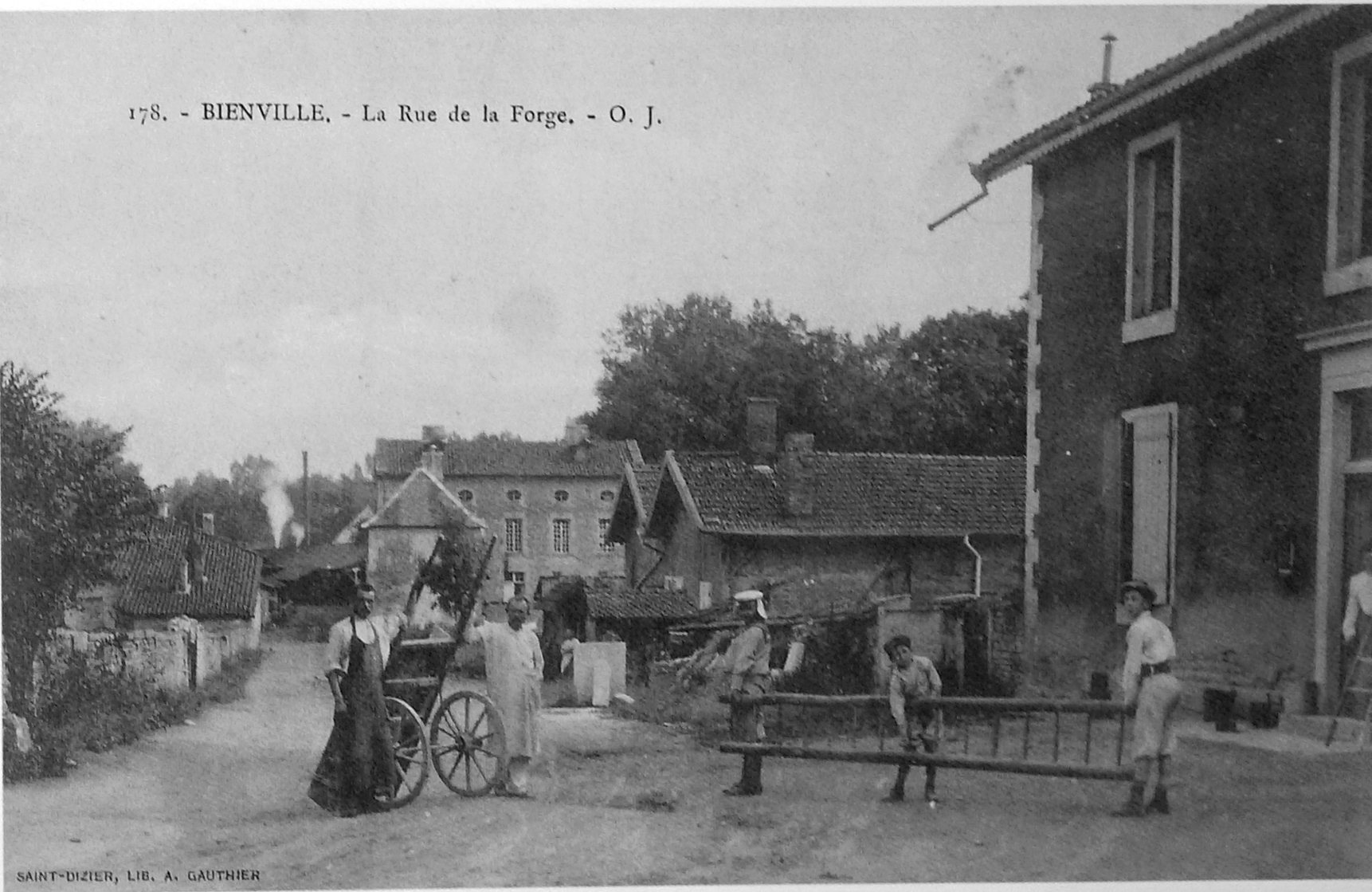
La rue de la Forge

Lors de la Première Guerre mondiale, Bienville est occupée par l'armée allemande dès le 1er septembre 1914 mais est libéré le 12 septembre lors du repris allemand consécutif à la Bataille de la Marne.
Bien que située près de la ligne de front, le village n'a pas subi de destructions importantes.
Il a été décoré de la Croix de guerre 1914-1918 le 21 février 1921.

## Politique et administration

### Rattachements administratifs et électoraux

#### Rattachements administratifs
La commune se trouve dans l'arrondissement de Compiègne du département de l'Oise
Elle faisait partie de 1801 à 1973 du canton de Campiègne, année où celui-ci est scindé et la commune rattachée au canton de Compiègne-Nord. Dans le cadre du redécoupage cantonal de 2014 en France, cette circonscription administrative territoriale a disparu, et le canton n'est plus qu'une circonscription électorale.

#### Rattachements électoraux
Pour les élections départementales, la commune fait partie depuis 2014 du canton de Compiègne-1
Pour l'élection des députés, elle fait partie de la sixième circonscription de l'Oise.

### Intercommunalité
Bienville était membre depuis 2006, de la  communauté d'agglomération dénommée Agglomération de la région de Compiègne, un établissement public de coopération intercommunale (EPCI) à fiscalité propreauquel la commune avait transféré un certain nombre de ses compétences, dans les conditions déterminées par le code général des collectivités territoriales.
Dans le cadre des dispositions de la loi portant nouvelle organisation territoriale de la République du 7 août 2015, qui prévoit que les établissements publics de coopération intercommunale (EPCI) à fiscalité propre doivent avoir un minimum de 15 000 habitants, cette intercommunalité a fusionné avec la petite communauté de communes de la Basse Automne pour former, le 1er janvier 2017, la communauté  d'agglomération de la Région de Compiègne et de la Basse Automne dont est désormais membre la commune

### Liste des maires
| Période                                  | Période                        | Identité                       | Étiquette | Qualité |
| ---------------------------------------- | ------------------------------ | ------------------------------ | --------- | --- |
| Les données manquantes sont à compléter. |                                |                                |           | |
|                                          |                                | Louis Charles Demouy           |           | Curé Premier maire de la commune |
| Les données manquantes sont à compléter. |                                |                                |           | |
| 1947                                     | 1977                           | Louis Delahaye                 |           | |
| 1977                                     | 1989                           | M. Montigny                    |           | |
| 1989                                     | 1995                           | Francoise Victor-Lefebvre      |           | |
| 1995                                     | 2001                           | Philippe Ancellin Mort en 2014 |           | |
| mars 2001                                |                                | Michel Delahaye                |           | Démissionnaire |
|                                          | 2003                           | Francis Miquel                 |           | Décédé en fonction |
| mai 2003                                 | 2011                           | Thierry Hochet                 | DVD       | Responsable informatique dans la région creilloise Vice-président de l'Agglomération de la région de Compiègne (2006 → 2011) Démissionnaire |
| 2011                                     | avril 2014                     | Agnès Gastiger                 |           | |
| avril 2014                               | mars 2023                      | M. Claude Dupront              |           | Retraité du secteur automobile Démissionnaire                                                                                               |
| juin 2023                                | En cours (au 30 novembre 2023) | Patrick Leroux                 |           | Ouvrier retraité |

## Équipements et services publics
La commune dispose d'une salle multifonction pouvant accueillir 120 personnes.
Un city-stade a été aménagé en 2016.

### Eau et déchets
L'adduction en eau potable est assurée depuis 2018 par le groupe Suez sous l'autorité de l'intercommunalité. Afin d'éviter une trop forte teneur de l'eau en manganèse, l'adduction d'eau est réalisée en 2020 par raccordement au réseau de la communauté d'agglomération de la Région de Compiègne et de la Basse Automne,.

### Espaces publics
La commune, titulaire du premier prix du concours des villes et villages fleurisdans la catégorie commune de moins de 499 habitants en 2021, espère obtenir sa première fleur en 2022.

### Enseignement
Les enfants de la commune sont scolarisés au sein de l'école de Bienville, qui compte deux classes, la première de TPS au CP et le deuxième du CE1 au CM2. Elle dispose d'une cantine et d'activités périscolaires. En 2024,  l'Education njatiopnale propose de crééer un regroupement pédagogique intercommunal (RPI) avec Janville, ce qui est refusé par les deux conseils municipaux.

## Population et société

### Démographie

#### Évolution démographique
L'évolution du nombre d'habitants est connue à travers les recensements de la population effectués dans la commune depuis 1793. Pour les communes de moins de 10 000 habitants, une enquête de recensement portant sur toute la population est réalisée tous les cinq ans, les populations de référence des années intermédiaires étant quant à elles estimées par interpolation ou extrapolation. Pour la commune, le premier recensement exhaustif entrant dans le cadre du nouveau dispositif a été réalisé en 2004.

En 2022, la commune comptait 489 habitants, en évolution de +7,47 % par rapport à 2016 (Oise : +0,87 %, France hors Mayotte : +2,11 %).
| 1793 | 1800 | 1806 | 1821 | 1831 | 1836 | 1841 | 1846 | 1851 |
| ---- | ---- | ---- | ---- | ---- | ---- | ---- | ---- | ---- |
| 212  | 224  | 223  | 206  | 195  | 215  | 212  | 231  | 329  |

| 1856 | 1861 | 1866 | 1872 | 1876 | 1881 | 1886 | 1891 | 1896 |
| ---- | ---- | ---- | ---- | ---- | ---- | ---- | ---- | ---- |
| 241  | 234  | 237  | 225  | 211  | 246  | 252  | 217  | 214  |

| 1901 | 1906 | 1911 | 1921 | 1926 | 1931 | 1936 | 1946 | 1954 |
| ---- | ---- | ---- | ---- | ---- | ---- | ---- | ---- | ---- |
| 221  | 252  | 211  | 246  | 279  | 267  | 264  | 239  | 298  |

| 1962 | 1968 | 1975 | 1982 | 1990 | 1999 | 2004 | 2006 | 2009 |
| ---- | ---- | ---- | ---- | ---- | ---- | ---- | ---- | ---- |
| 365  | 440  | 503  | 411  | 514  | 480  | 458  | 461  | 454  |

| 2014 | 2019 | 2022 | - | - | - | - | - | - |
| ---- | ---- | ---- | - | - | - | - | - | - |
| 451  | 453  | 489  | - | - | - | - | - | - |

#### Pyramide des âges
La population de la commune est relativement jeune.
En 2018, le taux de personnes d'un âge inférieur à 30 ans s'élève à 34,4 %, soit en dessous de la moyenne départementale (37,3 %). À l'inverse, le taux de personnes d'âge supérieur à 60 ans est de 26,0 % la même année, alors qu'il est de 22,8 % au niveau départemental.
En 2018, la commune comptait 240 hommes pour 208 femmes, soit un taux de 53,57 % d'hommes, largement supérieur au taux départemental (48,89 %).
Les pyramides des âges de la commune et du département s'établissent comme suit.
| Hommes | Classe d’âge | Femmes |
| ------ | ------------ | ------ |
| 0,4    | 90 ou +      | 0,0    |
| 6,6    | 75-89 ans    | 8,1    |
| 17,3   | 60-74 ans    | 20,0   |
| 23,9   | 45-59 ans    | 26,2   |
| 13,6   | 30-44 ans    | 15,7   |
| 20,2   | 15-29 ans    | 13,8   |
| 18,1   | 0-14 ans     | 16,2   |

| Hommes | Classe d’âge | Femmes |
| ------ | ------------ | ------ |
| 0,5    | 90 ou +      | 1,4    |
| 5,5    | 75-89 ans    | 7,6    |
| 15,6   | 60-74 ans    | 16,3   |
| 20,8   | 45-59 ans    | 20     |
| 19,4   | 30-44 ans    | 19,4   |
| 17,6   | 15-29 ans    | 16,2   |
| 20,6   | 0-14 ans     | 19,1   |

### Associations
La commune accueille notamment l'Harmonie de Bienville, les Crinquineurs du Mont Ganelon, la Société de Pêche de Bienville, la Société de chasse de Bienville.

## Culture locale et patrimoine

### Lieux et monuments

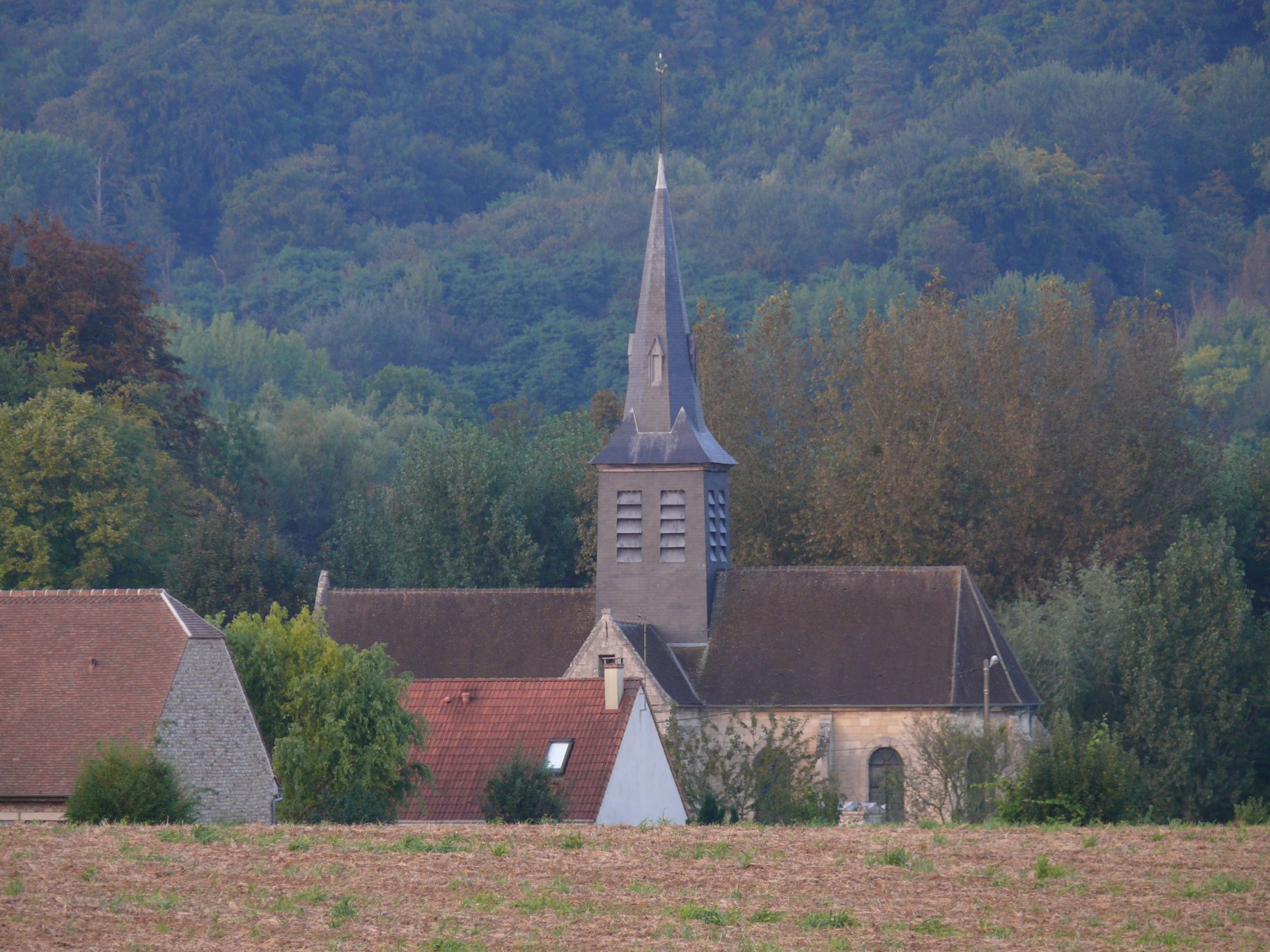
L'église Saint-Médard.

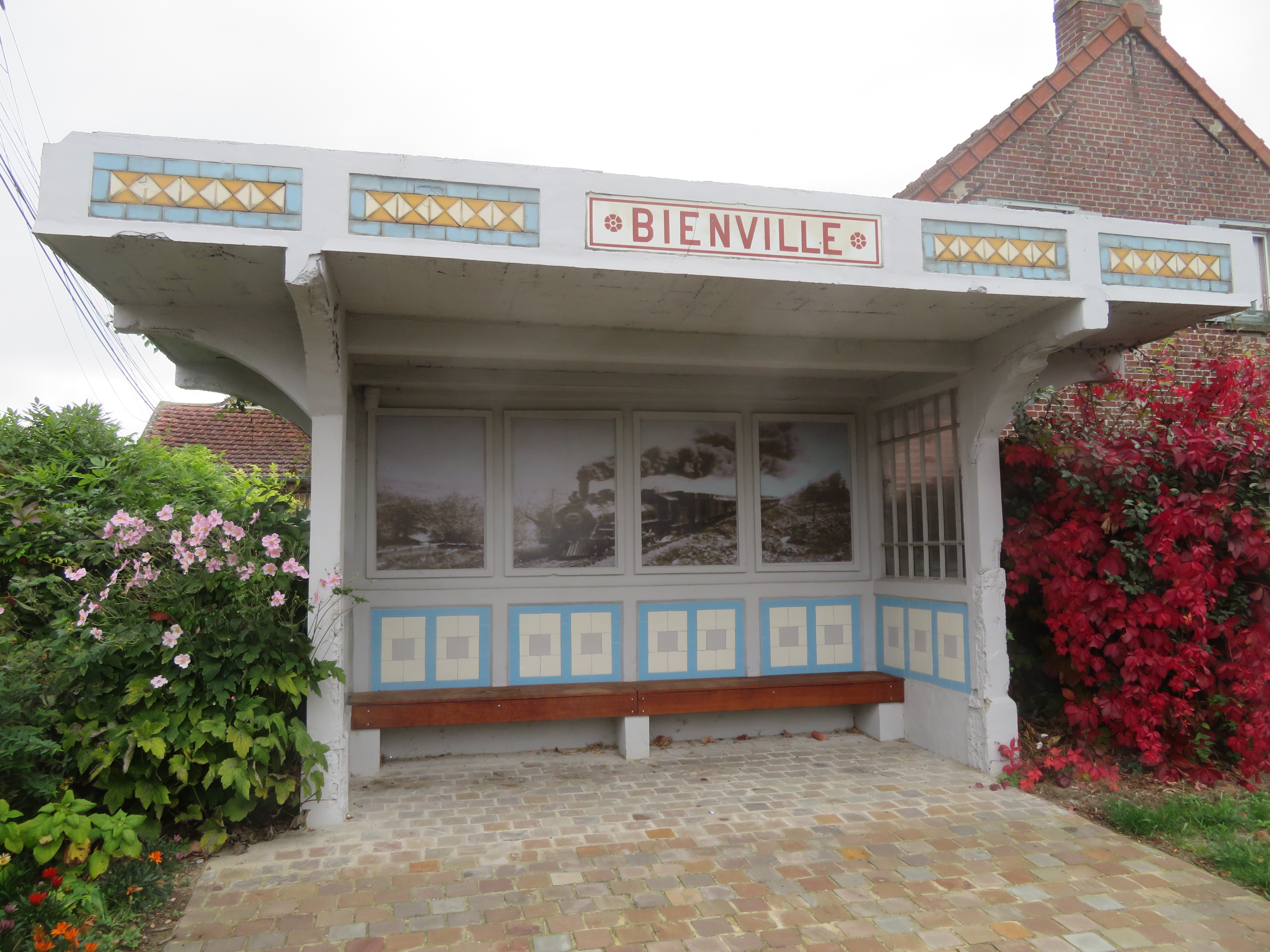
L'abri de quai de l'ancinenne gare.

- L'église Saint-Médard, bâtie en lisière du village, au milieu du cimetière, a ses parties les plus anciennes datant du XIIIe siècle, mais les éléments principaux de lr'édifice remontent aux XVIIe et XVIIIe siècles[49].

### Personnalités liées à la commune
Certains noms de seigneurs de Bienville nous sont parvenus :
- La seigneurie de Bienville, de laquelle relevaient des fiefs nombreux, appartenait, an seizième siècle, à la maison de Vallon dont les membres l'ont possédée .pendant plus .de deux siècles. Elle est acquise en 1714 par M. Després, commissaire des guerres et maître de la :forêt de Laigue.
- À sa mort, arrivée en 1766 , son gendre , le comte  Dauger, hérite de Bienville. Ce chef d'une famille qui servait depuis Henri IV est lieutenant-général , commandeur de l'ordre royal et militaire de Saint-Louis
- Charles Batrthélémy, écrivain du Cardinal de Richelieu et historiographe de France est qualifié dans certains ouvrages comme seigneur de Bienville-lès-Compiègne et était sans doute possesseur d'un fief sur le territoire

### Héraldique
| Blason de Bienville | Blason  | Parti : au 1er d'argent à trois merlettes de sable et au chef du champ chargé de quatre bandes de sable, au 2d de sinople à la bande ondée d'argent et à l'arbre de gueules brochant. |
| Blason de Bienville | Détails | Adopté en septembre 1971. |